# Битва при Лунде
Битва при Лунде (швед. Slaget vid Lund; дат. Slaget ved Lund) — сражение между шведской и датской армиями, состоявшееся 4 декабря 1676 года возле города Лунд. Явилось переломным моментом в войне за Сконе.

## Предыстория
После поражения шведов в битве при Фербеллине и ряда датских триумфов на море шведские войска были заняты попытками удержать владения в Бранденбурге и Померании.

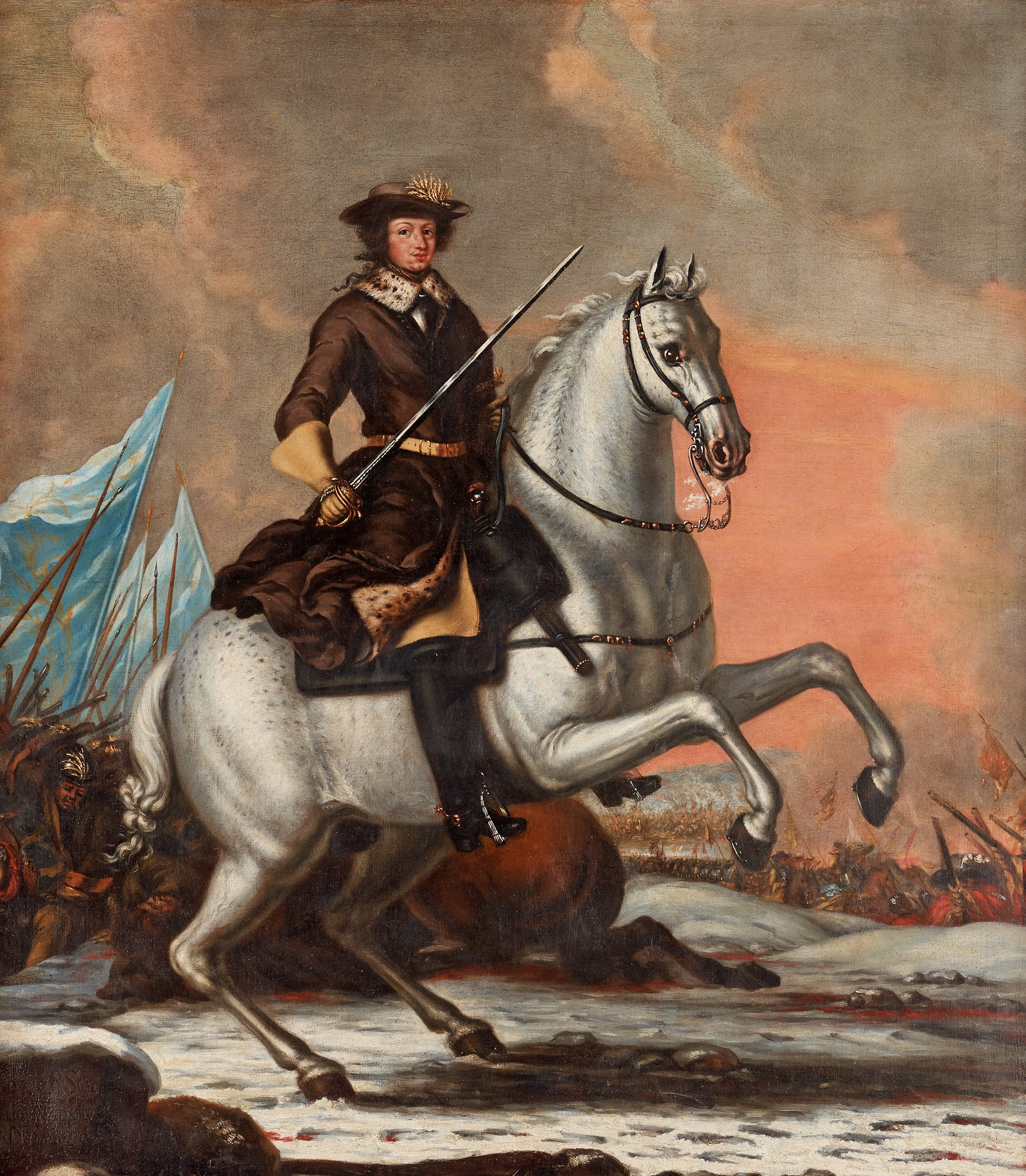
Карл XI Шведский

Датчане увидели в этом возможность восстановить контроль над провинцией Сконе, которая перешла к Швеции по договору 1658 года в Роскилле. Датчане высадились в Хельсингборге в конце июня 1676 года с армией из 14 тыс. солдат, которым оказывало поддержку местное население. Это сделало невозможным для шведских войск эффективно защищать недавно приобретенную провинцию. Через месяц только лишь укреплённый город Мальмё остался под шведским контролем.
В августе датский отряд попытался продвинуться на север, но шведский король Карл XI подготовил новую армию в провинции Смоланд, и датское наступление было остановлено в битве при Хальмстаде. Шведы собрали 14 тыс. солдат к октябрю и достаточно уверенно пошли на юг. Они пробивались к Мальмё, чтобы снять осаду города. Однако шведские линии снабжения часто страдали от набегов местных крестьян под командованием датских офицеров.
В начале ноября датский король и его армия взяли форпост в Лунде, к югу от реки Чевлинге. Датчане контролировали все переправы, и шведская армия была вынуждена разбить лагерь на северном берегу. В течение месяца ситуация не менялась, но в конце ноября поверхность реки стала замерзать. Утром 3 декабря шведский генерал Эрик Дальберг сообщил королю, что лёд уже может выдержать вес солдат. Датчане же предполагали, что шведы ушли в зимний лагерь и что они не будут атаковать до весны.

## Ход сражения
Перед рассветом шведская армия свернула лагерь и приготовилась пересечь реку. Шведы имели 2 тыс. пехотинцев и 6 тыс. кавалеристов; их датские противники — более чем 5 тыс. пехотинцев, 6 тыс. кавалеристов и 1,3 тыс. голландских морских пехотинцев, всего около 13 тыс. солдат. Под прикрытием безлунной ночи, с 04:00 до 05:30, вся шведская армия успешно переправилась через реку и достигла южного берега незамеченной. Шведы собирались напасть с юго-востока на спящий датский лагерь, используя преимущественно кавалерию. Разведывательные патрули сообщили, что земля между двумя армиями была непригодна для действий кавалерии, тогда король Карл XI и его генералы собрались, чтобы обсудить новый план. Большинство советников отметили, что было бы глупо нападать посредством пехоты, поскольку датская пехота была более многочисленна, а козырь шведов был именно в кавалерии. Кроме того, шведы, скорее всего, потеряли бы элемент неожиданности во время долгого пути к датскому лагерю. Король стремился атаковать сразу, но был остановлен его советниками. Он приказал войскам продвигаться к холмам недалеко от северной стены Лунда, чтобы получить тактическое преимущество. Почва холмов больше подходила для кавалерии, а сам город защитил бы южный фланг шведов. К тому времени датчане проснулись и вскоре угадали шведские намерения. Датчане быстро свернули лагерь и попытались опередить шведов в борьбе за контроль над холмами. Первая перестрелка между шведским правым флангом и датским левым закончилась вничью. Тем не менее холмы были заняты шведами, а датчане оттеснены на восток.
Основная битва началась на рассвете, в 09:00. Линия боя растянулась на один километр с севера на юг, с датскими позициями на востоке и шведскими на западе. Датская армия была поддержана 56 пушками различных калибров, в то время как шведы привезли только 8 6-фунтовых пушек и четыре 3-фунтовых. После того, как боевые действия начались, Карл XI лично возглавил фланговый манёвр, чтобы сокрушить левый фланг датчан. В ходе боевых действий датский командир Карл фон Аренсдорф был тяжело ранен, и весь его левый фланг был вынужден отступить в 10:00. Карл XI и фельдмаршал Грундель-Хельмфельдт использовали кавалерию, чтобы преследовать бегущие датские войска. Погоня продолжалась восемь километров, вплоть до реки. Некоторые офицеры в датском лагере пытались отогнать шведов, но многие датчане были вынуждены выйти на лёд. Лёд не выдержал, и большое количество датчан утонули.
В то время как датское левое крыло бежало, их правое крыло смогло выдержать натиск шведов. В отсутствие короля Кристиана V командование армией принял Фридрих фон Аренсдорф, брат раненого генерала. Датский фронт был направлен на юг, и шведские войска оказались под постоянным огнём спиной к городской стене. Ситуация для шведов стала отчаянной, тем более что Карл XI вместе с кавалерией преследовал бежавших датчан. К тому же шведы оказались в значительном меньшинстве: 1,4 тыс. пехотинцам и 2,5 тыс. кавалеристам противостояли 4,5 тыс. датских пехотинцев и 2,1 тыс. кавалеристов. Однако вместо того, чтобы пойти в атаку, Фридрих фон Аренсдорф в полдень дал приказ армии перегруппироваться, остановив бой.
У реки шведский король обдумывал следующий ход. Он полагал, что вся датская армия была обращена в бегство. Хотя у него был соблазн гнать бегущих датчан всю дорогу до Ландскруны, Карл решил вернуться в Лунд к своей армии.
Сражение у Лунда возобновилось на закате (около 15:00), когда шведский король вернулся с севера с кавалерией. Он решил обойти датчан с запада, чтобы воссоединиться в остатками шведского центра. Датский командующий Аренсдорф принял решение остановить наступление на шведский центр и ударить по вражеской кавалерии на северо-западе.
Войска Карла XI сломали датские линии и присоединились к центру. В то время как Аренсдорф ещё атаковал кавалерию на севере, возвращение шведского короля вдохновило войска, которые ударили датчанам в спину. Хотя датчане ещё превосходили шведов численно, примерно 4,5 тыс. против 4 тыс., Аренсдорф потерял инициативу, и через полчаса его армия распалась. Карл XI пожелал очистить поле от датских солдат. Остатки датской кавалерии быстро исчезли в ночи. Хотя датский генерал Зигверт фон Бибов защищал отход пехоты, многие датчане были убиты, пока фельдмаршал Хельмфельдт не приказал остановить резню. В 17:00 прозвучал сигнал о прекращении огня.

## Значение

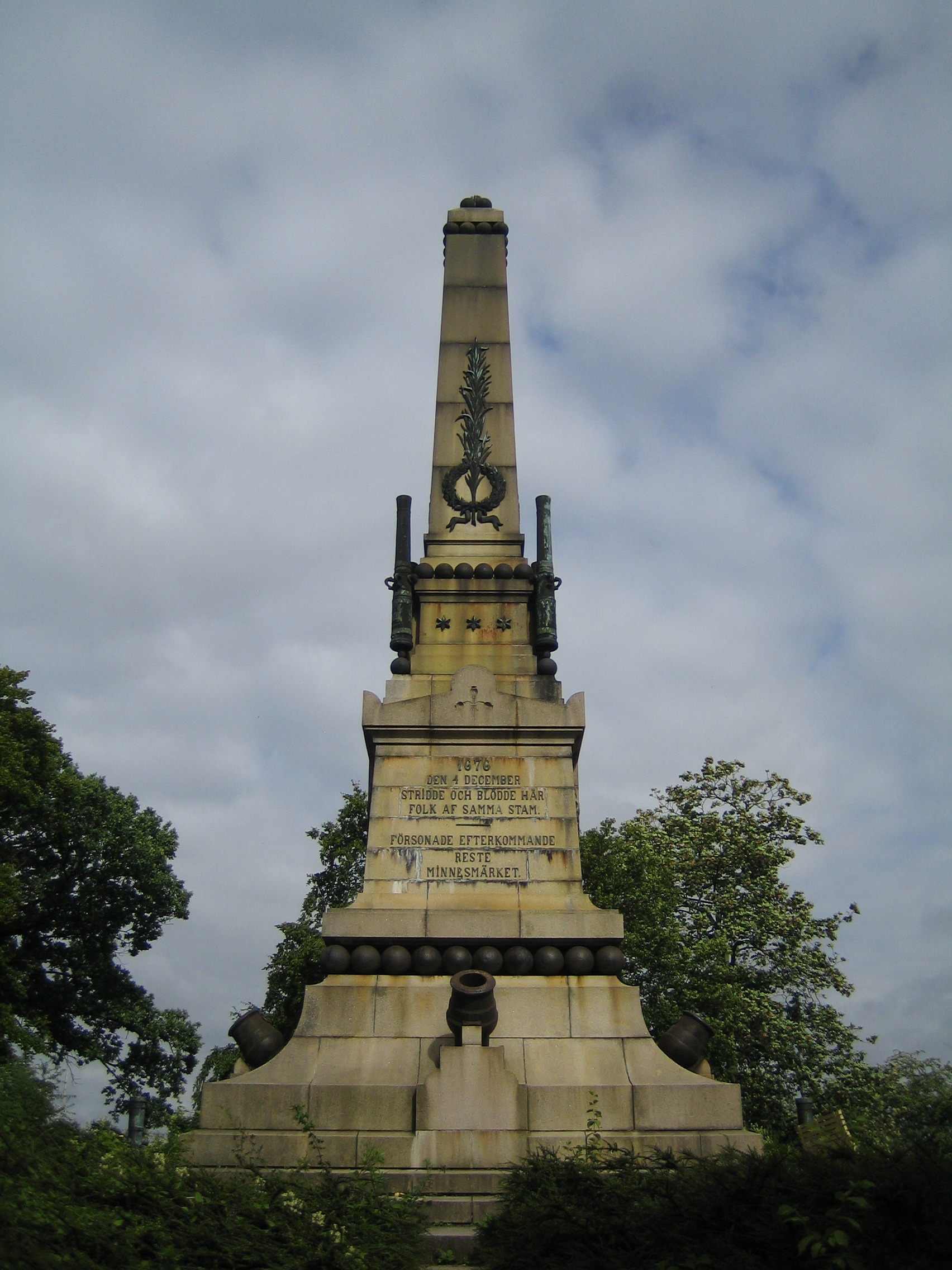
Памятник в честь битвы при Лунде, открытый в 1876 году.

Потери были подсчитаны на следующий день, но оригинальные документы были утеряны, поэтому точное число погибших неизвестно. Современные шведские источники указывают цифру между 8,3 — 9,0 тыс. убитых, за исключением датчан, утонувших в реке и умерших от ран в течение следующих недель. Шведская армия потеряла около 2,5 — 3 тыс. убитых и около 2,5 тыс. раненых. Датская армия потеряла по меньшей мере 6 тыс.  солдат убитыми, 2 тыс. пленными и 500 — 1 000 ранеными . Голландские морские пехотинцы были исключительно неудачливы в этой битве: по разным данным, лишь несколько десятков человек уцелело из отряда в 1,3 тыс. человек. В битве при Лунде обе армии понесли серьёзные потери, она стала одной из самых кровавых битв в истории — почти 70 процентов её участников погибли или были ранены.
Победа шведов часто связывается с тем, что в шведской армии было гораздо меньше наёмников, чем в датской. Шведское сочетание кавалерии и пехоты сделало возможным проведение быстрых контратак, когда пехота начинала испытывать проблемы.
Победа при Лунде подняла дух шведской армии. Карл XI был подвергнут критике за увлечение своим успехом на правом фланге, но битва сделала его популярным в армии. Успех позволил шведам закрепиться на территории Сконе. Результаты сражения были закреплены в 1677 году удачным отражением шведами штурма Мальмё и их победой над датчанами в сражении при Ландскруне.